# Маґна Карта (вишивка)
Маґна Карта (вишивка) — робота англійської художниці-інсталяторки Корнелії Паркер 2015 року. Художній твір — це вишита репрезентація повного тексту та зображень статті «Magna Carta (Велика хартія вольностей)» з англійської Вікіпедії за 15 червня 2014 року з нагоди 799-річчя документа.

## Виконання
Вишита вручну вишивка шириною 1,5 метра та довжиною майже 13 метрів — це відповідь на спадщину Хартії в цифрову епоху. Паркер назвала це «знімком того, де зараз ведуться дебати», результатом усіх відкритих редагувань англійських вікіпедистів до цієї дати. Робота була замовлена школою мистецтв імені Раскіна в Оксфордському університеті у партнерстві з Британською бібліотекою після того, як у лютому 2014 року її було обрано з-поміж інших пропозицій художників.
Паркер використала скріншот зі статті англійської Вікіпедії від 15 червня 2014 року «Magna Carta» і надрукувала його на тканині. Як і в англійській Вікіпедії, вишивка була створена завдяки співпраці багатьох людей. Вона була розділена на 87 частин і надіслана 200 особам, які вручну вишивали частини твору. Паркер прагнула до співпраці людей та груп, які зазнали впливу та були пов'язані з Хартією вольностей. Більшість тексту вишили в'язні. Члени Гільдії вишивальниць зшивали зображення, принаймні по одному вишивальнику вибирали з кожного регіону Великої Британії. Зробили свій внесок і чимало знаменитостей та громадських діячів, вишивши фрази або слова, що мають особливе значення. Паркер репрезентувала твір як «Відголосок спільної діяльності, що привела до гобелену Байо, але в цьому випадку було зроблено більший акцент на слові, ніж на зображенні. Я хотіла створити художній твір, який є сучасною інтерпретацією „Маґна Карта“».
Робота включає пляму чаю, який пив в'язень-вишивальник, та пляму крові редактора Guardian Алана Русбріджера, який випадково проколов палець під час вишивання.

## Вишивальники

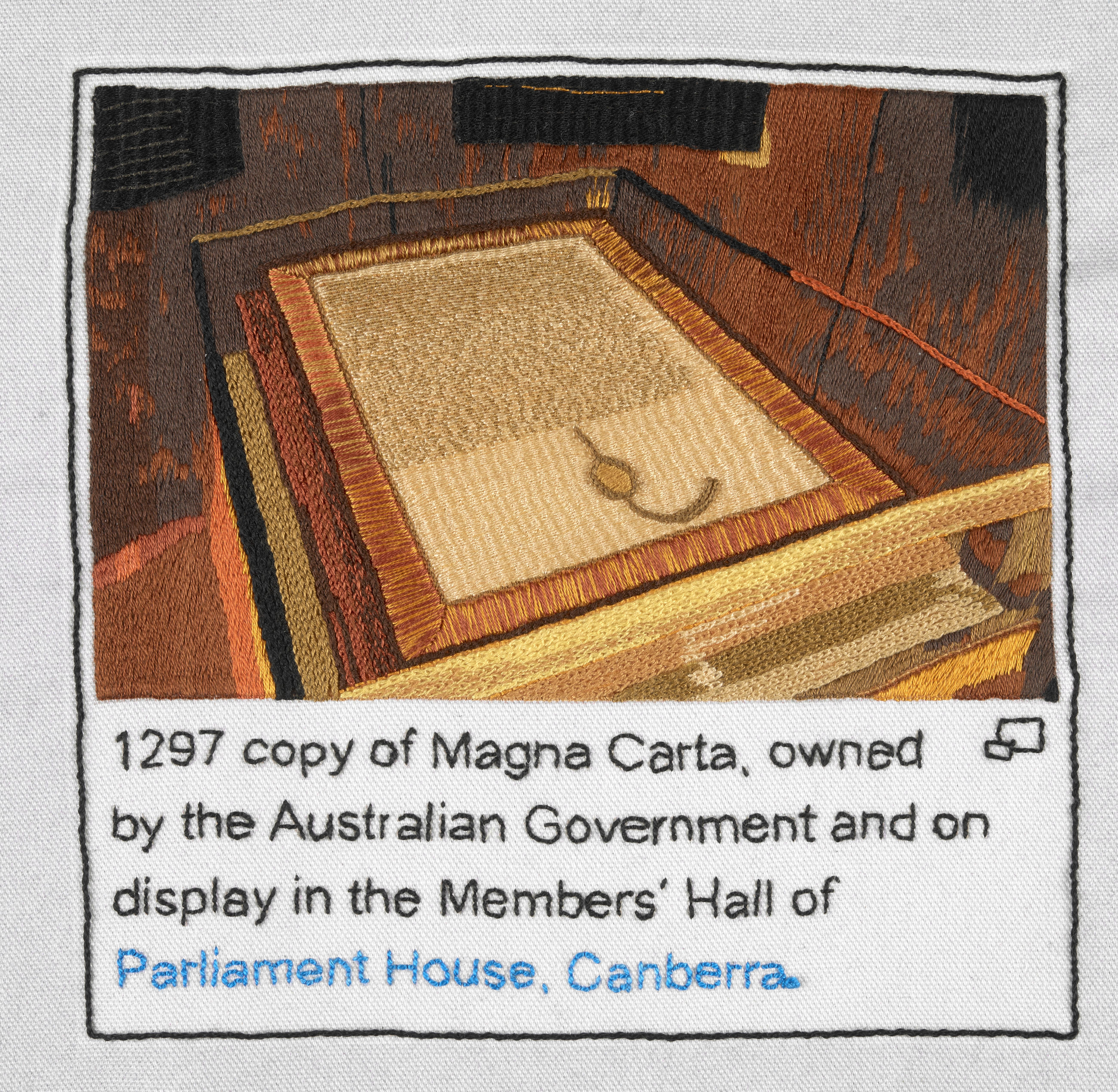
Деталь твору, що відтворює зображення копії Великої хартії вольностей 1297 року, яка демонструється в залі парламенту в Канберрі, Австралія

Вся вишивка

Паркер запросила близько 200 людей, щоб вишивати частини роботи, включаючи в'язнів, борців за громадянські права, депутатів, адвокатів, баронів та художників. Значну частину роботи виконали 36 в'язнів з 13 різних тюрем Англії під наглядом соціального підприємства Fine Cell Work. Члени Гільдії вишивальників сприяли появі зображень, які виконали студенти з Королівської школи рукоділля та лондонської вишивальної компанії Hand & Lock.
Шість учнів з Лондонської римо-католицької жіночої школи були наймолодшими учасниками проекту.
Паркер запропонувала винагороду за внесок у роботу, але вони відмовилися.
Список учасників
- Джуліан Ассанж — «свобода»[7]
- Мері Берд
- Шамі Чакрабарті — «Хартія свобод»[11]
- Кеннет Кларк
- Джарвіс Кокер — «прості люди» для однойменної пісні
- Браян Іно — «у вічність»
- Антея Годфрі (Гільдія вишивальниць) — образ папи Іннокентія III
- Ентоні Гормлі
- Жермен Грір
- Ігор Джадж Барон Джадж і леді Джудіт Джадж — «Habeas Corpus»
- Крістофер Ле Брун — «фоліо»
- Дорен Лоуренс, баронеса Лоуренс Кларендон — «справедливість», «заперечення» і «затримка»
- Каролайн Лукас
- Еліза Меннінгем-Буллер — «свобода»
- Джеймс Макнілл QC — «Еботи — свідки»
- Кейтлін Моран
- Корнелія Паркер — «прерогатива»
- Джанет Пейн (Гільдія вишивальниць) — зображення Джона Англійського, який підписує «Магна Карта»[6]
- Філіп Пуллман — «Оксфорд»
- Алан Русбріджгер — «сучасна політична актуальність»
- Едвард Сноуден — «свобода»
- Клайв Стаффорд Сміт — зробив свій внесок під час відвідування клієнта в таборі ув'язнення в Гуантанамо.
- Пітер Татчелл — «демократія» (спільно з Паркер)
- Джиммі Вейлз — «посібник користувача»
- Саїда Варсі, баронеса Варсі — «свобода»
- Баронеса Ширлі Вільямс
- Студенти з римо-католицької жіночої школи[9]

## Показ
Вишивка «Маґна Карта» була представлена на виставці з нагоди 800-річчя Великої хартії вольностей. Її демонстрували при вході до зали Британської бібліотеки з 15 травня по 24 липня 2015 року, в Галереї мистецтв Вітворт у Манчестері (серпень — листопад 2016 року), та в Блеквелл-холі Бодліанської бібліотеки в Оксфорді (11 листопада 2015 року — 3 січня 2016 року). Робота подорожувала іншими місцями Великої Британії в 2016 та 2017 роках.